# ماریا میلنیکف-کراوچیک
ماریا میلنیکف-کراوچیک (لهستانی: Maria Mielnikow-Krawczyk؛ زادهٔ ۱۷ دسامبر ۱۹۵۳) بازیگر اهل لهستان است.
از فیلم‌ها یا مجموعه‌های تلویزیونی که وی در آن‌ها نقش داشته است، می‌توان به عشق اول، کارآگاهان جنایی و دهن‌به‌دهن اشاره نمود.